# My Culture
"Mi cultura" (en inglés: My Culture) es una canción de los cantantes británicos Robbie Williams y Maxi Jazz del álbum 1 Giant Leap. La canción fue lanzada por Palm Pictures y fue producida por Jamie Catto y Duncan Bridgeman en 2002.
La pista cuenta con voces de Maxi Jazz y Robbie Williams. La canción logró alcanzar el número 9 en el Reino Unido y figurar entre los 40 primeros en Australia, Italia, los Países Bajos y Nueva Zelanda. Las primeras líneas de la letra de Williams son las mismas que forman parte de la pista oculta "Hello Sir" de su álbum debut Life thru a Lens.

## Lista
1. My Culture" (radio edit) (con Maxi Jazz y Robbie Williams) 3:43
2. My Culture" (We Love This Mix) (con Maxi Jazz y Robbie Williams)  5:40
3. Racing Away", 5:59
4. My Culture" (Enhanced video) (con Maxi Jazz y Robbie Williams), 3:50

## Galería

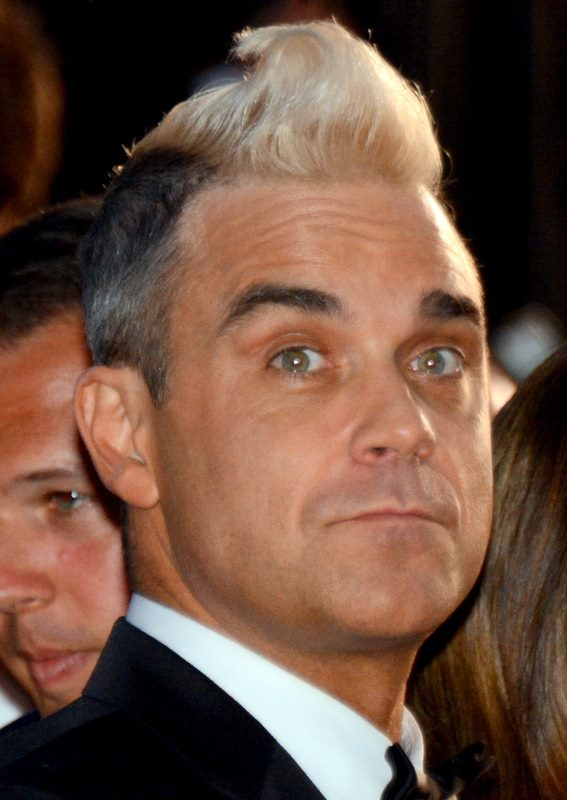
Robbie Williams en 2015.
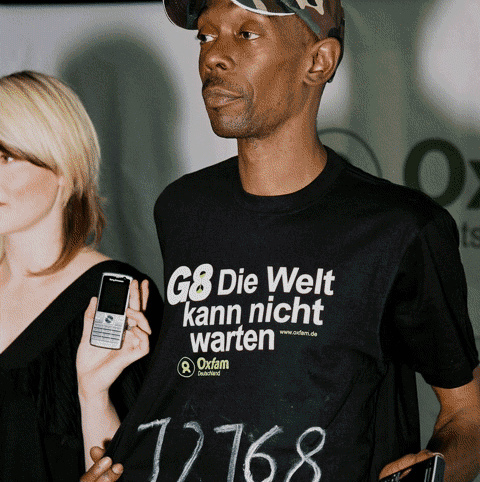
Maxi Jazz en 2007.